# Seesterne (Film)
Seesterne ist ein österreichischer Spielfilm aus dem Jahre 1952 von J. A. Hübler-Kahla mit der 19-jährigen Leinwanddebütantin Eva Kerbler in der Hauptrolle. Der Film ist ein typisches Beispiel dafür, wie die kommunistisch gelenkte Wiener Produktionsfirma Nova-Film im sowjetisch besetzten Sektor Österreichs leichte Unterhaltung in ein ideologisch-politisches Korsett zu schnüren verstand.

## Handlung
Der junge Grafiker Peter, der zugleich Nichtschwimmer ist, verliebt sich ausgerechnet in die Fabrikarbeiterin Anna, die in ihrer Freizeit den Schwimmclub „Seesterne“ leitet. Um ihr nahe zu sein, beteiligt sich der schüchterne Plakatdesigner an einem Wettbewerb um die Erstellung eines Werbeposters. Damit soll der Verkauf von Unterwassersportgeräten gefördert werden. Der nicht gerade begüterte Peter bemüht sich, den Arbeiterschwimmverein seines Schwarms mit Trainings- und Auftrittsmöglichkeiten zu versorgen. Der Sturz in das Bassin einer Wassersportausstellung lässt ihn kurzzeitig versinken und in einen Parallelwelttraum verfallen.
In dem sieht er sich in der sagenhaften Unterwasserstadt Vineta und begegnet dort sogar deren König, einem profigierigen Kapitalisten. Vinetas grüngesichtige Machthaber schwadronieren von den gewaltigen Gewinnmöglichkeiten, die der Tourismus bietet. Als Peter aus seinem Traum wieder erwacht, hat er sofort eine zündende Idee für ein Werbeplakat. Tatsächlich gewinnt der Grafiker den Designwettbewerb; das gewonnene Geld stiftet er dem Arbeiterschwimmclub der Firma, damit dieser unter Annas Leitung die lang ersehnte Wasserrevue auf die Beine stellen kann. Als diese Revue ein überwältigender Erfolg wird wagt Peter endlich, seiner Angebeteten einen Heiratsantrag zu machen.

## Produktionsnotizen
Seesterne entstand in den Wiener Rosenhügel-Ateliers sowie in Wien selbst. Die Uraufführung erfolgte am 23. Dezember 1952 in der österreichischen Hauptstadt, eine deutsche Premiere gab es lediglich in Ostberlin am 31. Juli 1953.
J. A. Vesely übernahm die Produktionsleitung. Otto Pischinger gestaltete die Filmbauten.

## Kritiken
Die Taz erinnerte in einem Artikel über die Wien-Film-Studios nach 1945: “Eine veritable Perle schuf man jedoch auch in dieser Periode, und es ist natürlich die production maudite des Studios, denn unter solchen Umständen findet sich die Wahrheit allein im Exzess: „Seesterne“ (1952) von Johannes Alexander Hübler-Kahla sprengte lässig alle Produktionsvorgaben, das Budget und den Drehplan. So entstand ein Revuefilm, dessen Geschichte propagandistisch zugespitzt ist: Ein Arbeitersynchronschwimmclub zeigt dem fiesen Firmenchef, was die Solidarität des Proletariats auf die Beine stellen kann. Ästhetisch erging sich „Seesterne“ in einem pastellfarbenen Pop-Pastiche. Hübler-Kahlas Film war ein Fiasko bei Presse und Publikum; erst heute lässt er sich im kontemporären Popdiskurs wirklich würdigen.”
Im Filmdienst heißt es: „Einfallsloser und anspruchsloser Wasserrevuefilm.“